# Campeonato Paulista de Futebol Feminino Sub-17 de 2022
O Campeonato Paulista Feminino Sub-17 de 2022 foi a sexta edição deste evento esportivo, um torneio estadual de futebol feminino organizado pela Federação Paulista de Futebol (FPF).
O torneio compreendeu quatro distintas fases e envolveu a participação de um total de 15 clubes, ocorrendo no período de 3 de setembro a 27 de novembro. A fase inicial consistiu na divisão dos participantes em três grupos, nos quais os clubes enfrentaram seus oponentes da mesma chave em partidas de turno e returno. Nas fases subsequentes, a determinação dos avançados para a fase seguinte baseou-se no resultado agregado das duas partidas, culminando na redução progressiva do número de clubes a cada fase até a disputa da final.
O título da edição foi conquistado pelo São Paulo, que venceu a decisão contra a Ferroviária, com um placar agregado de 5–4. Este triunfo marcou o quinto título na história do clube paulistano neste torneio.

## Antecedentes
Em 22 de fevereiro de 2017, a FPF organizou um congresso técnico que estabeleceu a criação do torneio. No mesmo dia, a entidade divulgou o regulamento da primeira edição. e emitiu um comunicado declarando que o campeonato tinha como objetivo principal "fomentar o futebol feminino, atraindo mais praticantes para a modalidade e gerando novos talentos para o futuro do esporte no Brasil". Notavelmente, este foi o primeiro campeonato de base de futebol feminino no Brasil. Posteriormente, outras competições semelhantes surgiram, como o Campeonato Brasileiro Sub-16 e Sub-18.
O São Paulo se destacou ao conquistar quatro dos cinco primeiros títulos disputados nas edições de 2017, 2018, 2019 e 2021. O Santos, por sua vez, foi campeão na edição de 2020.

## Formato e participantes
A edição em questão foi disputada por 15 clubes, os quais foram distribuídos em três grupos distintos. O formato de competição implicou em confrontos diretos entre os clubes, realizados em partidas de ida e volta, totalizando assim 8 rodadas durante a fase inicial da competição. A progressão no torneio foi definida da seguinte maneira: os dois times mais bem colocados de cada grupo, juntamente com os dois melhores terceiros colocados, avançaram para as quartas de final. O chaveamento dos confrontos das quartas de final foi estabelecido de acordo com o desempenho geral das equipes ao longo do torneio.
| Equipe                 | Cidade                | Participações | Títulos                     |
| ---------------------- | --------------------- | ------------- | --------------------------- |
| Atlético Guaratinguetá | Guaratinguetá         | —             | —                           |
| Audax                  | Osasco                | 4             | —                           |
| Brothers               | Votuporanga           | 1             | —                           |
| Centro Olímpico        | São Paulo             | 5             | —                           |
| Corinthians            | São Paulo             | 3             | —                           |
| EC São Bernardo        | São Bernardo do Campo | —             | —                           |
| Ferroviária            | Araraquara            | 5             | —                           |
| Jundiaí                | Itatiba               | —             | —                           |
| Manos                  | São Paulo             | —             | —                           |
| Santos                 | Santos                | 4             | 1 (2020)                    |
| São José-SP            | São José dos Campos   | 3             | —                           |
| São Paulo              | São Paulo             | 5             | 4 (2017, 2018, 2019 e 2021) |
| Ska Brasil             | Santana de Parnaíba   | 1             | —                           |
| Tiger Academia         | São Paulo             | 1             | —                           |
| União Mogi             | Mogi das Cruzes       | 1             | —                           |

## Primeira fase
Os primeiros jogos da fase de grupos tiveram início em 3 de setembro, com a rodada inaugural sendo finalizada no dia seguinte. Em 29 de outubro, a primeira fase chegou ao seu término, e os seguintes clubes garantiram sua classificação para as quartas de final: Audax, Centro Olímpico, Corinthians, Ferroviária, Manos, Santos, São José e São Paulo.

## Fases finais
No dia 2 de novembro, os clubes Corinthians, Ferroviária, Santos e São Paulo conquistaram vitórias nos jogos de ida das quartas de final, e todos eles garantiram seu lugar nas semifinais com novas vitórias sobre seus adversários.
Nas semifinais, o São Paulo eliminou o Corinthians de maneira convincente, vencendo ambos os jogos e alcançando um placar agregado de 7-2. Na outra partida, a Ferroviária eliminou o Santos.
Na primeira partida da final, realizada em 21 de novembro na arena da Fonte Luminosa, o São Paulo derrotou a Ferroviária por 3–2. O clube paulistano se consagrou campeão de forma invicta após empatar em 2–2 no jogo de volta, que ocorreu em 27 de novembro no estádio Bruno José Daniel.
|  | Quartas de final  | Quartas de final  | Quartas de final  | Quartas de final  |   |             | Semifinais          | Semifinais          | Semifinais          | Semifinais          |  |             | Final               | Final               | Final               | Final               |  |  |
|  | 2 a 9 de novembro | 2 a 9 de novembro | 2 a 9 de novembro | 2 a 9 de novembro |   |             | 12 e 15 de novembro | 12 e 15 de novembro | 12 e 15 de novembro | 12 e 15 de novembro |  |             | 21 e 27 de novembro | 21 e 27 de novembro | 21 e 27 de novembro | 21 e 27 de novembro |  |  |
|  |                   |                   |                   |                   |   |             |                     |                     |                     |                     |  |             |                     |                     |                     |                     |  |  |
|  | São José-SP       | 1                 | 0                 | 1                 |   |             |                     |                     |                     |                     |  |             |                     |                     |                     |                     |  |  |
|  | Ferroviária       | 5                 | 5                 | 10                |   |             |                     |                     |                     |                     |  |             |                     |                     |                     |                     |  |  |
|  | Ferroviária       | 5                 | 5                 | 10                |   | Ferroviária | 1                   | 3                   | 4                   |                     |  |             |                     |                     |                     |                     |  |  |
|  |                   |                   |                   |                   |   | Ferroviária | 1                   | 3                   | 4                   |                     |  |             |                     |                     |                     |                     |  |  |
|  |                   | Santos            | 0                 | 2                 | 2 |             |                     |                     |                     |                     |  |             |                     |                     |                     |                     |  |  |
|  | Manos             | Santos            | 0                 | 2                 | 2 | 0           | 0                   | 0                   |                     |                     |  |             |                     |                     |                     |                     |  |  |
|  | Manos             |                   |                   |                   |   | 0           | 0                   | 0                   |                     |                     |  |             |                     |                     |                     |                     |  |  |
|  | Santos            | 4                 | 1                 | 5                 |   |             |                     |                     |                     |                     |  |             |                     |                     |                     |                     |  |  |
|  | Santos            | 4                 | 1                 | 5                 |   |             |                     |                     |                     |                     |  | Ferroviária | 2                   | 2                   | 4                   |                     |  |  |
|  |                   |                   |                   |                   |   |             |                     |                     |                     |                     |  | Ferroviária | 2                   | 2                   | 4                   |                     |  |  |
|  |                   | São Paulo         | 3                 | 2                 | 5 |             |                     |                     |                     |                     |  |             |                     |                     |                     |                     |  |  |
|  | Audax             | São Paulo         | 3                 | 2                 | 5 | 0           | 1                   | 1                   |                     |                     |  |             |                     |                     |                     |                     |  |  |
|  | Audax             |                   |                   |                   |   | 0           | 1                   | 1                   |                     |                     |  |             |                     |                     |                     |                     |  |  |
|  | Corinthians       | 5                 | 3                 | 8                 |   |             |                     |                     |                     |                     |  |             |                     |                     |                     |                     |  |  |
|  | Corinthians       | 5                 | 3                 | 8                 |   | Corinthians | 2                   | 0                   | 2                   |                     |  |             |                     |                     |                     |                     |  |  |
|  |                   |                   |                   |                   |   | Corinthians | 2                   | 0                   | 2                   |                     |  |             |                     |                     |                     |                     |  |  |
|  |                   | São Paulo         | 5                 | 2                 | 7 |             |                     |                     |                     |                     |  |             |                     |                     |                     |                     |  |  |
|  | Centro Olímpico   | São Paulo         | 5                 | 2                 | 7 | 0           | 0                   | 0                   |                     |                     |  |             |                     |                     |                     |                     |  |  |
|  | Centro Olímpico   |                   |                   |                   |   | 0           | 0                   | 0                   |                     |                     |  |             |                     |                     |                     |                     |  |  |
|  | São Paulo         | 5                 | 9                 | 14                |   |             |                     |                     |                     |                     |  |             |                     |                     |                     |                     |  |  |

- As equipes que estão na parte superior do confronto possuem o mando de campo no primeiro jogo e em negrito as equipes classificadas.

### Gerais
- «Tabela do Paulista Feminino Sub-17 de 2022». Futebol Interior. Consultado em 4 de setembro de 2023. Cópia arquivada em 5 de setembro de 2023
- «Regulamento do Campeonato Paulista Feminino Sub-17 de 2022» (PDF). Federação Paulista de Futebol. Consultado em 12 de outubro de 2022. Cópia arquivada (PDF) em 12 de outubro de 2022

### Específicas
1. ↑  «São Paulo empata com a Ferroviária e ergue taça do Campeonato Paulista Feminino Sub-17». Lance!. 27 de novembro de 2022. Consultado em 28 de novembro de 2022. Cópia arquivada em 27 de novembro de 2022
2. ↑  «Ferroviária empata e fica com o vice-campeonato do Paulista Feminino Sub-17». Revista Comércio, Indústria e Agronegócio. 27 de novembro de 2022. Consultado em 28 de novembro de 2022. Cópia arquivada em 27 de novembro de 2022
3. 1 2 3  «Federação Paulista cria campeonato estadual feminino sub-17». GloboEsporte.com. 23 de fevereiro de 2017. Consultado em 1 de setembro de 2018. Cópia arquivada em 2 de setembro de 2018
4. ↑  «FPF anuncia criação de Campeonato Paulista feminino sub-17». Gazeta Esportiva. 23 de fevereiro de 2017. Consultado em 1 de setembro de 2018. Cópia arquivada em 2 de setembro de 2018
5. ↑  Adalberto Leister Filho (24 de fevereiro de 2017). «FPF faz Paulista feminino sub-17 pela primeira vez». Máquina do Esporte. Consultado em 1 de setembro de 2018. Arquivado do original em 26 de fevereiro de 2017
6. ↑  «Ferroviária vence na estreia do Brasileiro Feminino Sub-16». Revista Comércio, Indústria e Agronegócio. 8 de dezembro de 2019. Consultado em 30 de agosto de 2020. Cópia arquivada em 17 de janeiro de 2020
7. ↑  Fernanda Silva (15 de janeiro de 2019). «CBF amplia calendário do feminino e cria competição de base». Olimpíada Todo Dia. Consultado em 30 de agosto de 2020. Cópia arquivada em 30 de agosto de 2020
8. ↑  «São Paulo vence Corinthians em Itaquera e conquista Paulistão feminino sub-17». Gazeta Esportiva. 5 de dezembro de 2021. Consultado em 5 de dezembro de 2021. Cópia arquivada em 5 de dezembro de 2021
9. ↑  «PAULISTA FEMININO SUB-17: São Paulo vence o Corinthians na Arena e é tetracampeão». Futebol Interior. 5 de dezembro de 2021. Consultado em 5 de dezembro de 2021. Cópia arquivada em 5 de dezembro de 2021
10. ↑  «São Paulo conhece as datas dos confrontos do Campeonato Paulista Feminino Sub-17; veja a tabela». Terra. 20 de outubro de 2021. Consultado em 28 de novembro de 2021. Cópia arquivada em 29 de novembro de 2021
11. ↑  «São Paulo vence o Corinthians e é tetracampeão estadual». Federação Paulista de Futebol. 5 de dezembro de 2021. Consultado em 5 de dezembro de 2021. Cópia arquivada em 5 de dezembro de 2021
12. ↑  «Santos supera a Ferroviária e conquista título inédito em Araraquara». Federação Paulista de Futebol. 9 de dezembro de 2020. Consultado em 2 de janeiro de 2021. Cópia arquivada em 2 de janeiro de 2021
13. ↑  «Confira a tabela e o regulamento do Paulista Feminino Sub-17». Federação Paulista de Futebol. 10 de agosto de 2022. Consultado em 12 de outubro de 2022. Cópia arquivada em 14 de agosto de 2022
14. ↑  Vinicius Fernandes (15 de agosto de 2022). «Definidos os grupos para o Paulistão Feminino Sub-17». DaBase. Consultado em 12 de outubro de 2022. Cópia arquivada em 12 de outubro de 2022
15. ↑  «São José, União Mogi e Audax estreiam com vitória». Federação Paulista de Futebol. 3 de setembro de 2022. Consultado em 11 de novembro de 2022. Cópia arquivada em 11 de novembro de 2022
16. ↑  «Ferroviária confirma favoritismo com goleada na estreia». Federação Paulista de Futebol. 4 de setembro de 2022. Consultado em 11 de novembro de 2022. Cópia arquivada em 11 de novembro de 2022
17. ↑  «Já classificados, Corinthians e Santos goleiam e Centro Olímpico avança». Federação Paulista de Futebol. 29 de outubro de 2022. Consultado em 11 de novembro de 2022. Cópia arquivada em 11 de novembro de 2022
18. ↑  «Corinthians, Santos, Ferroviária e São Paulo vencem e ficam perto da vaga». Federação Paulista de Futebol. 2 de novembro de 2022. Consultado em 11 de novembro de 2022. Cópia arquivada em 11 de novembro de 2022
19. ↑  «PAULISTA FEMININO SUB-17: São Paulo atropela o Centro Olímpico e avança à semifinal». Futebol Interior. 5 de novembro de 2022. Consultado em 11 de novembro de 2022. Cópia arquivada em 7 de novembro de 2022
20. ↑  «PAULISTA FEMININO SUB-17: Santos e Corinthians carimbam suas vagas na semifinal». Futebol Interior. 6 de novembro de 2022. Consultado em 11 de novembro de 2022. Cópia arquivada em 7 de novembro de 2022
21. ↑  «PAULISTA FEMININO SUB-17: Ferroviária goleia novamente e se classifica». Futebol Interior. 9 de novembro de 2022. Consultado em 11 de novembro de 2022. Cópia arquivada em 9 de novembro de 2022
22. ↑  «PAULISTA FEMININO SUB-17: São Paulo define antes dos 10 minutos e está na final». Futebol Interior. 15 de novembro de 2022. Consultado em 11 de novembro de 2022. Cópia arquivada em 19 de novembro de 2022
23. ↑  «PAULISTA FEMININO SUB-17: Ferroviária vence o Santos e está na final». Futebol Interior. 15 de novembro de 2022. Consultado em 11 de novembro de 2022. Cópia arquivada em 16 de novembro de 2022
24. ↑  «São Paulo vence a Ferroviária no fim e abre vantagem na final». Federação Paulista de Futebol. 21 de novembro de 2022. Consultado em 28 de novembro de 2022. Cópia arquivada em 28 de novembro de 2022
25. ↑  «PAULISTA FEMININO SUB-17: São Paulo bate Ferroviária no fim e sai na frente na decisão». Futebol Interior. 21 de novembro de 2022. Consultado em 28 de novembro de 2022. Cópia arquivada em 22 de novembro de 2022
26. ↑  «Ferroviária empata, mas fica sem o título do Paulista Sub-17». ACidadeON. 27 de novembro de 2022. Consultado em 28 de novembro de 2022. Cópia arquivada em 28 de novembro de 2022
27. ↑  «São Paulo empata com Ferroviária e é pentacampeão do Paulista Feminino sub-17». Gazeta Esportiva. 27 de novembro de 2022. Consultado em 28 de novembro de 2022. Cópia arquivada em 28 de novembro de 2022